# Formación vegetal
En botánica o en biogeografía una formación vegetal designa una clasificación de especies vegetales caracterizada por una determinada fisonomía que, a su vez, determina un paisaje característico. Esta fisonomía, llamada vegetación, permite hacer una descripción general a una escala muy amplia, que depende de las especies que componen la formación vegetal del medio en donde se desarrollan. Estos pueden ser, por ejemplo: el bosque, los manglares, la estepa, las landas, etc. Se pueden precisar, en el conjunto de estas grandes categorías, las formaciones vegetales más concretas teniendo en cuenta los sistemas ecológicos que las caracterizan; bosques, estepas,

## Clasificación
En 1973 se hizo una clasificación internacional de las formaciones vegetales, establecida por la FAO, con la cual se distinguen 225 tipos diferentes, clasificados de forma coherente. Esta clasificación determina 5 clases de formaciones fundamentales:
- Bosques compactos.
- Bosques claros.
- Matorrales y espesos.
- Arbolado bajo y landas bajas.
- Vegetación herbácea.
- Baobab.

Esta primera clasificación tiene, a su vez, una subclasificación para cada una de las clases anteriores:
- Siemprevivas.
- Caducifolios.
- Xerotérmicas, etc.

En cada subclasificación se distinguen, asimismo, formaciones y subformaciones.
No obstante, con los avances realizados respecto a la corología y la fitosociología, esta clasificación tiende a reemplazarse por una más precisa de reagrupamiento vegetal, con objeto de tener en cuenta las especies concretas que componen una comunidad y el medio al que se hallan asociadas.